# Damijan Močnik
Damijan Močnik (* 30. November 1967 in Kranj) ist ein slowenischer Komponist, Chordirigent und Pädagoge. Er studierte Komposition an der Musikakademie Ljubljana. Er schrieb viele Chorwerke. Zu seinen kirchenmusikalischen Werken zählen unter anderem Verbum supernum prodiens und Christus est natus. 1995 gewann sein Tisoč let je že minilo („Tausend Jahre sind bereits vergangen“) den Wettbewerb für die Hymne beim ersten Besuch von Papst Johannes Paul II. in Slowenien.